# 380

380(삼백팔십)은 379보다 크고 381보다 작은 자연수다.

## 수학
- 합성수로, 그 약수는 총 12개다. (1, 2, 4, 5, 10, 19, 20, 38, 76, 95, 190, 380)
  - 380의 진약수의 합은 460이므로, 380은 과잉수다.
- {\displaystyle 380=19\times 20}
  - 연속하는 두 자연수의 곱으로 나타낼 수 있으며, 이 성질을 지닌 앞의 수는 342, 다음 수는 420이다.
- {\displaystyle 380=3^{2}+4^{2}+5^{2}+6^{2}+7^{2}+8^{2}+9^{2}+10^{2}}
  - 연속하는 자연수 8개의 제곱합으로 나타낼 수 있으며, 이 성질을 가진 이전 수는 284, 다음 수는 492이다.
- {\displaystyle 39^{2}-1}은 380으로 나누어떨어진다.

## 과학
- NGC 380(영어판): 물고기자리 방향에 있는 타원은하.

## 교통

### 항공
- 에어버스 A380

### 도로
- 일본 380번 국도: 에히메현 야와타하마시에서 에히메현 가미우케나군 구마코겐정까지 이어지는 일본의 국도.
- 현도 제380호선

## 군사
- U-380(영어판): 제2차 세계 대전에 사용된 나치 독일의 군용 잠수함.

## 문화유산
- 대한민국의 보물 제380호: 하동 쌍계사 승탑
- 대한민국의 사적 제380호: 제주목 관아

## 기타
- 연도: 380년, 기원전 380년
- 380년대
- 한국십진분류법에서 풍습, 예절, 민속학에 관한 책들이 분류되는 번호.
- 현대자동차 그랜저의 S380